# Alen Islamović

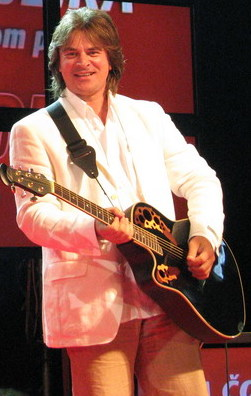
Alen Islamović

Alija „Alen“ Islamović (* 17. August 1957 in Sokolac bei Bihać, SFR Jugoslawien) ist ein bosnischer Musiker und Sänger. Islamović ist vor allem als Sänger der Bands Divlje jagode (1979–1986) und Bijelo dugme (1986–1989) bekannt.

## Leben und Karriere
Islamović begann im Jahre 1974 als Bassgitarrist in einer Band namens Bag. Er mochte Musik von Led Zeppelin, Deep Purple und Bijelo dugme. Als sich die Band auflöste, begann Islamović Fußball zu spielen beim damaligen Zweitligisten NK Jedinstvo Bihać. Nachdem er den Armeedienst hinter sich gebracht hatte, lud ihn Sead Lipovača zu Divlje jagode ein. Als Divlje jagode auseinanderging, kehrte Islamović nach Bihać zurück und beschloss einen traditionellen Job zu machen und die Musik zu vergessen. Doch dann kam noch ein weiteres Angebot von Goran Bregović, als Tifa Bijelo Dugme verließ, und dieses Mal akzeptierte Islamović das Angebot.
Zu dieser Zeit wurden die stimmlichen Fähigkeiten des letzten Sängers von Bijelo Dugme in Frage gestellt, wenn man die ehemaligen zwei Sänger der Band mit ihm verglich. Goran Bregović hat angeblich Islamović nur wegen seines gesunden Lebensstil eingeladen, angeblich erklärt er, dass er genug von Saufbolden und Drogenabhängigen hatte.
Goran hatte recht, und Islamović ließ nicht zu, dass der Ruhm ihn verderben sollte. Nach jeder Tour kehrte er nach Hause, in Bihać zurück, wo er seine Bar hatte, fischte und Tischtennis spielte. Im Jahr 1989 verließ er die Bijelo-Dugme-Tour, ohne jemanden zu benachrichtigen. Er kehrte nach Hause zurück, um ein Nierenproblem, das er sich auf der Reise zugezogen hatte, auszuheilen, weshalb die Tour abgesagt wurde. Zunächst sah es nach einer geringfügigen Verschiebung aus, stellte sich letztlich jedoch als Ende von Bijelo Dugme heraus. Bald begann der Krieg und die Band ging in eine 15-jährige Pause.
Nachdem sich Islamović wieder erholt hatte, nutzte er zunächst die Zeit dafür, um 1989 ein Soloalbum mit dem Titel Haj, nek se čuje, ha, nek se zna aufzunehmen. Mit Ausnahme des Titelsongs erhielt das Album eine lauwarme Reaktion der Öffentlichkeit und war bald vergessen. Als der Bosnienkrieg begann, floh er von Bihać nach Zagreb. Er war immer noch aktiv und trat vor allem in Bosnien und Herzegowina auf und gelegentlich auch in den Nachbarländern. Islamović spielte auch in Deutschland, Österreich und der Schweiz, wo er in den Gastarbeiter-Gemeinden aus dem ehemaligen Jugoslawien beliebt ist. Sein Repertoire besteht hauptsächlich aus Songs von Bijelo Dugme.
Islamović nahm ein Duett mit der Turbofolk Sängerin Indira Radić auf für ihr Album Pocrnela Burma (2002). Der Song, den sie zusammen aufgenommen haben, Lopov, wurde ein großer kommerzieller Hit. Er sollte später noch zwei Duette mit ihr machen: 2007 Songs Imali smo, nismo znali für ihr Album Lepo se provedi und noch einmal für ihre Single im Jahr 2011 Ljubav stara.
Im Jahr 2005 nahm Islamović an drei großen Abschiedskonzerten mit Bijelo Dugme in Sarajevo, Zagreb und Belgrad teil. Es war der erste Live-Auftritt der Band seit 1989.
Er spielte auch Rhythmus-Gitarre und sang in der Band "4 Asa" mit Vlado Kalember, Slavko Pintarić - Pišta, Rajko Dujmić und Jurica Pađen.
Islamović veröffentlichte den Song Mrtvo hladno im Februar 2005 und ein Album mit dem gleichen Namen im April 2005 mit der kanadischen Band "Srčani Udar" (Übersetzt: "Herzinfarkt"). Das Album beinhaltete elf Songs und eine Bonus-DVD mit zwei Musikvideos und einen 30-minütigen Dokumentarfilm "im Entstehen".
Im Oktober 2006 gründeten Islamović, Željko Bebek und Tifa in Bijelo Dugme eine Tribute-Band namens "B.A.T". Sie traten auf zahlreichen Bühnen zwischen 2006 und 2010 auf. Die B.A.T.'s 2006 USA-Kanada-Tour wurde für einen Dokumentarfilm gedreht mit dem Titel B.A.T.: Balkanische Rock Nostalgie unter der Regie von Branislav R. Tatalovic.
Im Jahr 2012, wurde eine neue Single, Heroin, zusammen mit zwei Musikvideos, veröffentlicht. Sie wurde von Dejan Djurković Englez, Leadgitarrist der "Srčani Udar", geschrieben. Dies war eine Ankündigung für das nächste Studioalbum von Islamović.
Am 15. August 2013 erschien Islamović auf dem Belgrader Bierfest mit der Kad bi bio Bijelo Dugme Band, die Lieder von Bijelo Dugme sowie seine eigenen Solo-Lieder spielten. Dies war seine erste große Belgrad-Show nach vielen Jahren, und die zweite vor Tausenden von Menschen, nach dem Bijelo Dugme Konzert in Belgrad Hippodrom im Jahr 2005.
Im Jahr 2014 erschien sein neues Studioalbum mit dem Titel Alcatraz. Dies war sein erstes neues Material seit 2005, und Album Mrtvo Hladno mit "Srčani Udar". Das Album wurde im März durch City Records veröffentlicht.
Islamović tat sich im Juni 2014 erneut mit Goran Bregović für ein Bijelo-Dugme-Live-Konzert in Ljubljana zusammen. Was zunächst als 40-Jahre-Jubiläum-Tour für die gesamte Band geplant war, blieb es nach finanziellen Streitigkeiten mit den anderen Bandmitgliedern bei diesen beiden. Nach der erfolgreichen Show vor mehr als 10.000 Menschen, war die gesamte Tour, in Europa und USA, mit nur Islamović und Bregović geplant.
Islamović lebt in Bihać. Er ist verheiratet und hat zwei Töchter. Er finanziert und ist der Besitzer des Una Gem Tennis Club in Bihać und ist auch der Präsident des Clubs.

## Diskografie

### Mit Divlje Jagode
- 1981: Stakleni hotel
- 1982: Motori
- 1983: Čarobnjaci
- 1985: Vatra
- 1986: Wild Strawberries

### Mit Bijelo dugme
- 1986: Pljuni i zapjevaj moja Jugoslavijo
- 1987: Mramor, kamen i željezo
- 1988: Ćiribiribela
- 1989: Đurđevdan

### Mit Srčani Udar
- 2005: Mrtvo hladno

### Soloalben
- 1989: Haj, nek se čuje, haj, nek se zna
- 1992: Gdje je moj rođeni brat
- 1994: Bauštelac
- 1995: Nema meni bez tebe
- 1999: Samo nebo zna
- 2000: Divlje Dugme
- 2001: Istok, zapad, sjever, jug
- 2014: Alcatraz
- 2019: Tajno

### Kompilationen
- 1993: Zrno Duše
- 1995: Hitovi

### Live-Alben
- 1996: Live Eurotour

### Singles (Auswahl)
- 2000: Durdevdan Je a Ja Nisam
- 2003: Lopov (mit Indira Radić)
- 2007: Imali smo nismo znali (mit Indira Radić)
- 2012: Heroin